# Барселона (баскетбольный клуб)
«Барсело́на»  (исп. Fútbol Club Barcelona (baloncesto), кат. Secció de bàsquet del Futbol Club Barcelona) — испанский профессиональный баскетбольный клуб из города Барселоны, Каталония.

## История
Клуб из каталонской автономии был образован в 1926 году в одноимённом городе, под покровительством футбольного клуба «Барселона». За свою долгую историю является одним из сильнейших и титулованных клубов Испании, не раз выиграв чемпионаты и кубки Испании и Каталонии. Так же является обладателем европейских трофеев, Кубок чемпионов, Кубок Корача, Кубок Сапорты. Самые великие времена клуба датированы 1980-ми годами, когда за команду выступали такие игроки как: Эпифанио, Эди Норрис, Солозабаль, Сибилио и др. В те времена, собрав все трофеи которые можно и нельзя было выиграть, «Барселона» так и не смогла выиграть Кубок чемпионов, сыграв пять раз в финале и все пять раз уступая своим соперникам. Но и этот трофей покорился команде в 2003 году, на своей домашней арене в «Финале четырёх», с такими звёздами как Деян Бодирога, Шарунас Ясикявичус, Хуан Карлос Наварро, по руководством Светислава Пешича, «Барселона» сначала обыграла ЦСКА 76:71, а в финале выиграла у «Бенеттона» 76:65. В 2010 году «Барселона» во второй раз выиграла Евролигу.

## Титулы

### Трофеи
- Евролига (2): 2003, 2010
  - Финалист (6): 1984, 1990, 1991, 1996, 1997, 2021
- Чемпион Испании (20): 1959, 1981, 1983, 1987, 1988, 1989, 1990, 1995, 1996, 1997, 1999, 2001, 2003, 2004, 2009, 2011, 2012, 2014, 2021, 2023
- Кубок Короля Испании (27): 1943, 1945, 1946, 1947, 1949, 1950, 1959, 1978, 1979, 1980, 1981, 1982, 1983, 1987, 1988, 1991, 1994, 2001, 2003, 2007, 2010, 2011, 2013, 2018, 2019, 2021, 2022
- Кубок обладателей Кубков (2): 1985, 1986
- Кубок Корача (2): 1987, 1999
- Межконтинентальный Кубок (1): 1985
- Суперкубок Европы (1): 1987
- Суперкубок Испании (4): 2004, 2009, 2010, 2011
- Кубок Каталонии (6): 1942, 1943, 1945, 1946, 1947, 1948

### Индивидуальные награды
| MVP Лиги ACB - Хуан Карлос Наварро — 2006 - Никола Миротич — 2020 MVP финала Лиги ACB - Хави Фернандес — 1996 - Роберто Дуэньяс — 1997 - Деррик Элтсон — 1999 - Пау Газоль — 2001 - Шарунас Ясикявичюс — 2003 - Деян Бодирога — 2004 - Хуан Карлос Наварро — 2009, 2011, 2014 - Эразем Лорбек — 2012 - Никола Миротич — 2021, 2023 MVP Кубка Испании - Пау Газоль — 2001 - Деян Бодирога — 2003 - Жорди Триас — 2007 - Фран Васкес — 2010 - Алан Андерсон — 2011 - Пит Микель — 2013 - Тома Эртель — 2018, 2019 - Кори Хиггинс — 2021 - Никола Миротич — 2022 MVP Суперкубка Испании - Деян Бодирога — 2004 - Хуан Карлос Наварро — 2009, 2010, 2011, 2014 - Пау Рибас — 2015 Победитель слэм-данк конкурса ACB - Франциско Элсон — 2001 | MVP Евролиги - Хуан Карлос Наварро — 2009 - Никола Миротич — 2022 MVP Финала четырёх Евролиги - Деян Бодирога — 2003 - Хуан Карлос Наварро — 2010 Восходящая звезда Евролиги - Рики Рубио — 2010 - Алекс Абринес — 2016 Сборная всех звёзд Лиги ACB - Деян Бодирога — 2004 - Хуан Карлос Наварро — 2006, 2007, 2009, 2010 - Фран Васкес — 2009 - Эразем Лорбек — 2010, 2012 - Рики Рубио — 2010 - Анте Томич — 2013, 2017, 2018 - Томаш Саторанский — 2016 - Тома Эртель — 2018, 2019 - Адам Ханга — 2020 - Никола Миротич — 2020, 2021 - Кори Хиггинс — 2021 - Николас Лапровиттола — 2022 Первая сборная всех звёзд Евролиги - Деян Бодирога — 2003, 2004 - Хуан Карлос Наварро — 2006, 2007, 2009, 2010, 2011 - Эразем Лорбек — 2012 - Анте Томич — 2013, 2014 - Никола Миротич — 2021, 2022 Вторая сборная всех звёзд Евролиги - Пау Газоль — 2001 - Эразем Лорбек — 2010 - Хуан Карлос Наварро — 2012, 2013 - Анте Томич — 2015 - Брендон Дэвис — 2021 - Никола Миротич — 2023 |

## Игроки

### Закреплённые номера
- 4 Андре Хименес, Ф, 1986—1998
- 7 Начо Солосабаль, З, 1978—1994
- 11 Хуан Карлос Наварро, З, 1997—2007, 2008—2018
- 12 Роберто Дуэньяс, Ц, 1996—2005
- 15 Хуан Антонио Сан-Эпифанио, Ф, 1979—1995

### Текущий состав
| \| Поз. \| № \| Гражд. \| Имя \| Дата рождения (возраст) \| Рост \| Вес \| Звание \| \| ---- \| -- \| ---------------------------- \| -------------------- \| ------------------------- \| ------ \| ------ \| ----------- \| \| АЗ \| 0 \| Флаг США · Флаг Сербии \| Кевин Пантер \| 25 июня 1993 (32 года) \| 193 см \| 81 кг \| Травмирован \| \| ЛФ \| 1 \| Флаг США \| Джастин Андерсон \| 19 ноября 1993 (31 год) \| 196 см \| 105 кг \| \| \| З/Ф \| 2 \| Флаг Италии \| Даме Сарр \| 4 июня 2006 (19 лет) \| 198 см \| 82 кг \| \| \| Ф/Ц \| 6 \| Флаг Чехии \| Ян Веселы \| 24 апреля 1990 (35 лет) \| 211 см \| 110 кг \| Травмирован \| \| АЗ \| 8 \| Флаг Испании \| Дарио Брисуэла \| 8 ноября 1994 (30 лет) \| 188 см \| 73 кг \| \| \| Ф/Ц \| 10 \| Флаг Нигерии · Флаг США \| Чимези Мету \| 22 марта 1997 (28 лет) \| 208 см \| 102 кг \| \| \| РЗ \| 13 \| Флаг Чехии \| Томаш Саторански \| 30 октября 1991 (33 года) \| 201 см \| 95 кг \| \| \| Ц \| 14 \| Флаг Испании \| Вилли Эрнангомес \| 27 мая 1994 (31 год) \| 213 см \| 113 кг \| \| \| РЗ \| 17 \| Флаг Испании \| Хуан Нуньес \| 4 июня 2004 (21 год) \| 193 см \| 86 кг \| Травмирован \| \| Ц \| 19 \| Флаг Сенегала · Флаг Франции \| Юссуфа Фалль \| 12 января 1995 (30 лет) \| 221 см \| 125 кг \| \| \| З \| 20 \| Флаг Аргентины · Флаг Италии \| Николас Лапровиттола \| 31 января 1990 (35 лет) \| 191 см \| 82 кг \| Травмирован \| \| З/Ф \| 21 \| Флаг Испании \| Алекс Абринес (К) \| 1 августа 1993 (31 год) \| 198 см \| 91 кг \| \| \| ТФ \| 22 \| Флаг США \| Джабари Паркер \| 15 марта 1995 (30 лет) \| 203 см \| 113 кг \| \| \| Ф \| 44 \| Флаг Испании \| Хоэль Парра \| 4 апреля 2000 (25 лет) \| 202 см \| 88 кг \| \| | Главный тренер - Жоан Пеньярройя Ассистенты тренера - Карлес Марко - Виктор Сада - Оскар Орельяна Легенда - (К) — Капитан команды Последнее изменение: 26 февраля 2025 года |                              |                      |                           |        |        |             |
| Поз. | № | Гражд.                       | Имя                  | Дата рождения (возраст)   | Рост   | Вес    | Звание      |
| АЗ | 0 | Флаг США · Флаг Сербии       | Кевин Пантер         | 25 июня 1993 (32 года)    | 193 см | 81 кг  | Травмирован |
| ЛФ | 1 | Флаг США                     | Джастин Андерсон     | 19 ноября 1993 (31 год)   | 196 см | 105 кг |             |
| З/Ф | 2 | Флаг Италии                  | Даме Сарр            | 4 июня 2006 (19 лет)      | 198 см | 82 кг  |             |
| Ф/Ц | 6 | Флаг Чехии                   | Ян Веселы            | 24 апреля 1990 (35 лет)   | 211 см | 110 кг | Травмирован |
| АЗ | 8 | Флаг Испании                 | Дарио Брисуэла       | 8 ноября 1994 (30 лет)    | 188 см | 73 кг  |             |
| Ф/Ц | 10 | Флаг Нигерии · Флаг США      | Чимези Мету          | 22 марта 1997 (28 лет)    | 208 см | 102 кг |             |
| РЗ | 13 | Флаг Чехии                   | Томаш Саторански     | 30 октября 1991 (33 года) | 201 см | 95 кг  |             |
| Ц | 14 | Флаг Испании                 | Вилли Эрнангомес     | 27 мая 1994 (31 год)      | 213 см | 113 кг |             |
| РЗ | 17 | Флаг Испании                 | Хуан Нуньес          | 4 июня 2004 (21 год)      | 193 см | 86 кг  | Травмирован |
| Ц | 19 | Флаг Сенегала · Флаг Франции | Юссуфа Фалль         | 12 января 1995 (30 лет)   | 221 см | 125 кг |             |
| З | 20 | Флаг Аргентины · Флаг Италии | Николас Лапровиттола | 31 января 1990 (35 лет)   | 191 см | 82 кг  | Травмирован |
| З/Ф | 21 | Флаг Испании                 | Алекс Абринес (К)    | 1 августа 1993 (31 год)   | 198 см | 91 кг  |             |
| ТФ | 22 | Флаг США                     | Джабари Паркер       | 15 марта 1995 (30 лет)    | 203 см | 113 кг |             |
| Ф | 44 | Флаг Испании                 | Хоэль Парра          | 4 апреля 2000 (25 лет)    | 202 см | 88 кг  |             |

### Глубина состава
| Поз. | Стартовый состав | Скамейка 1       | Скамейка 2           | Скамейка 3   |
| ---- | ---------------- | ---------------- | -------------------- | ------------ |
| Ц    | Юссуфа Фалль     | Вилли Эрнангомес | Ян Веселы            |              |
| ТФ   | Джабари Паркер   | Чимези Мету      |                      |              |
| ЛФ   | Джастин Андерсон | Хоэль Парра      | Даме Сарр            |              |
| АЗ   | Алекс Абринес    | Дарио Брисуэла   | Николас Лапровиттола | Кевин Пантер |
| РЗ   | Томаш Саторански |                  |                      | Хуан Нуньес  |

## Сезоны
| Сезон   | Лига | Уровень | Рег. чемп. | Плей-офф | Еврокубки              |
| ------- | ---- | ------- | ---------- | -------- | ---------------------- |
| 2012-13 | АСВ  | 1       | 3          | Финалист | 4-е место Евролиги     |
| 2013-14 | АСВ  | 1       | 3          | Чемпион  | 3-е место Евролиги     |
| 2014-15 | АСВ  | 1       | 2          | Финалист | Четвертьфинал Евролиги |
| 2015-16 | АСВ  | 1       | 1          | Финалист | Четвертьфинал Евролиги |

## Главные тренеры
Главные тренеры с 1974 года:

| - Ранко Жеравица 1974—1976 - Эдуардо Кучарски 1977—1979 - Энтони Серра 1979—1985 - Маноло Флорес 1985, 2005 - Айто Гарсия Ренесес 1985—1990, 1992—1997, 1998—2001 - Божидар Малькович 1990—1992 - Хосе Мария Олэарт 1997 | - Маель Комас 1997 - Светислав Пешич 2001—2003 - Хуан Монтес 2004—2005 - Душко Иванович 2005—2008 - Хавьер Паскуаль 2008—2016 - Георгиос Барцокас 2016—2017 - Светислав Пешич 2018—2020 - Шарунас Ясикявичюс 2020— н.в |